# Kraftwerkskomplex Lumut
Der Kraftwerkskomplex Lumut besteht aus zwei GuD-Kraftwerken im Bundesstaat Perak, Malaysia, die an der Straße von Malakka gelegen sind. Die Stadt Lumut liegt ungefähr 10 km südlich des Kraftwerkskomplexes.

## Kraftwerksblöcke
Der Kraftwerkskomplex besteht aus den zwei benachbarten Kraftwerken SEV (Anlage 1 und 2) und GB3 (Anlage 3). Die folgende Tabelle gibt einen Überblick:
| Anlage | Block | Max. Leistung (MW) | Betriebsbeginn | Turbine    | Generator | Dampfkessel |
| ------ | ----- | ------------------ | -------------- | ---------- | --------- | ----------- |
| 1      | 1     | 145                | 2001           | ABB Alstom |           | ABB         |
|        | 2     | 145                | 2001           | ABB Alstom |           | ABB         |
|        | 3     | 145                | 2001           | ABB Alstom |           | ABB         |
|        | 4     | 215                | 2001           | ABB Alstom |           |             |
| 2      | 1     | 145                | 2001           | ABB Alstom |           | ABB         |
|        | 2     | 145                | 2001           | ABB Alstom |           | ABB         |
|        | 3     | 145                | 2001           | ABB Alstom |           | ABB         |
|        | 4     | 215                | 2001           | ABB Alstom |           |             |
| 3      | 1     | 145                | 2002           | ABB Alstom |           | ABB         |
|        | 2     | 145                | 2002           | ABB Alstom |           | ABB         |
|        | 3     | 145                | 2002           | ABB Alstom |           | ABB         |
|        | 4     | 215                | 2002           | ABB Alstom |           |             |

Die drei Anlagen bestehen aus jeweils drei Gasturbinen sowie einer nachgeschalteten Dampfturbine. An die Gasturbinen ist jeweils ein Abhitzedampferzeuger angeschlossen; die Abhitzedampferzeuger versorgen dann die Dampfturbine.
Die Anlagen 1 und 2 sind im Besitz der Segari Energy Ventures Sdn Bhd (SEV). Die Anlage 3 ist im Besitz der GB3 Sdn Bhd (GB3). Die Malakoff Corporation Berhad (MCB) hält 93,75 % an SEV und 75 % an GB3. MMC Corporation Berhad hält 37,6 % an MCB.